# DY Centauri
DY Centauri é uma estrela variável na constelação de Centaurus. A partir de sua luminosidade, estima-se que esteja a uma grande distância de aproximadamente 7 000 parsecs (23 000 anos-luz) da Terra.
DY Centauri é uma estrela peculiar similar a uma estrela de hélio extrema, mas com abundância de hidrogênio maior. Ela também já foi classificada como uma variável R Coronae Borealis, mas não apresenta os eventos de obscurecimentos típicos dessa classe de estrelas variáveis desde 1934. Desde então, a estrela está passando por uma evolução extremamente rápida, tendo aumentado sua temperatura efetiva de 5 800 K para 24 800 K, mantendo uma luminosidade constante. DY Centauri pode ser o remanescente de uma estrela pós-AGB passando por um pulso termal muito tardio.

## Distância
DY Centauri é uma estrela distante e luminosa, mas o valor exato da distância é incerto. Um artigo de 1993 estimou uma distância de até 4800 parsecs comparando o nível de extinção de DY Centauri com o de duas supergigantes azuis próximas, resultando em uma luminosidade de 1500 L☉ e uma magnitude absoluta visual de −2,0. No entanto, essa distância resulta em uma luminosidade muito menor que a esperada para DY Centauri, e também é inconsistente com as dimensões estimadas da nebulosa ao redor da estrela, portanto foi considerada uma distância mínima. Assumindo para DY Centauri uma magnitude absoluta visual de −3,0, similar à da estrela análoga HV 2671 na Grande Nuvem de Magalhães, a distância até a estrela pode ser calculada em aproximadamente 7000 parsecs (23 000 anos-luz).
O terceiro lançamento dos dados da sonda Gaia lista para DY Centauri uma paralaxe de 0,0414 ± 0,0135 milissegundos de arco, possuindo incerteza grande demais para determinar a distância com precisão; se usada junto com um modelo de distribuição das estrelas na Galáxia, essa paralaxe corresponde a uma distância mais provável entre 9672 e 12055 pc.

## Características físicas
DY Centauri é classificada como uma variável R Coronae Borealis (RCB), uma classe rara de estrelas supergigantes que apresentam diminuições bruscas e irregulares de luminosidade devido à formação de nuvens de poeira na superfície. No entanto, a última vez em que foi registrado um evento de obscurecimento como esse foi em 1934, e desde então a estrela está passando por mudanças físicas, representadas por um deslocamento horizontal extremamente rápido através do topo do diagrama HR. Evidências espectrais e fotométricas mostram que DY Centauri aumentou sua temperatura efetiva de 5 800 K em 1906 para 24 800 K em 2010, mantendo uma luminosidade constante. Como consequência, sua magnitude aparente visual apresentou uma diminuição de um valor estimado de 11,75 no começo do século XX para 13,2 em 2010, enquanto é calculado que seu raio diminuiu de 100 R☉ para 8 R☉. Da mesma forma, a velocidade de rotação da estrela aumentou muito e pode estar próxima do valor crítico. São conhecidas apenas outras três estrelas com esse comportamento, chamadas de estrelas RCB quentes.
DY Centauri tem uma composição química peculiar e é pobre em hidrogênio e rica em hélio e carbono, tendo sido identificada como uma estrela de hélio extrema (EHe), apesar de em comparação com outras estrelas RCB e EHe ter um conteúdo de hidrogênio relativamente alto. A estrela também apresenta um excesso de estrôncio, um elemento do processo s formado no interior de estrelas AGB. As estrelas EHe e RCB são geralmente consideradas o produto da fusão de duas anãs brancas, mas não é claro se esse também é o caso para as estrelas RCB quentes, que possuem várias características peculiares. A explicação alternativa é que DY Centauri é o remanescente de uma estrela pós-AGB e está passando por um pulso termal muito tardio, o que é consistente com sua evolução rápida e altas abundâncias de hidrogênio e estrôncio.

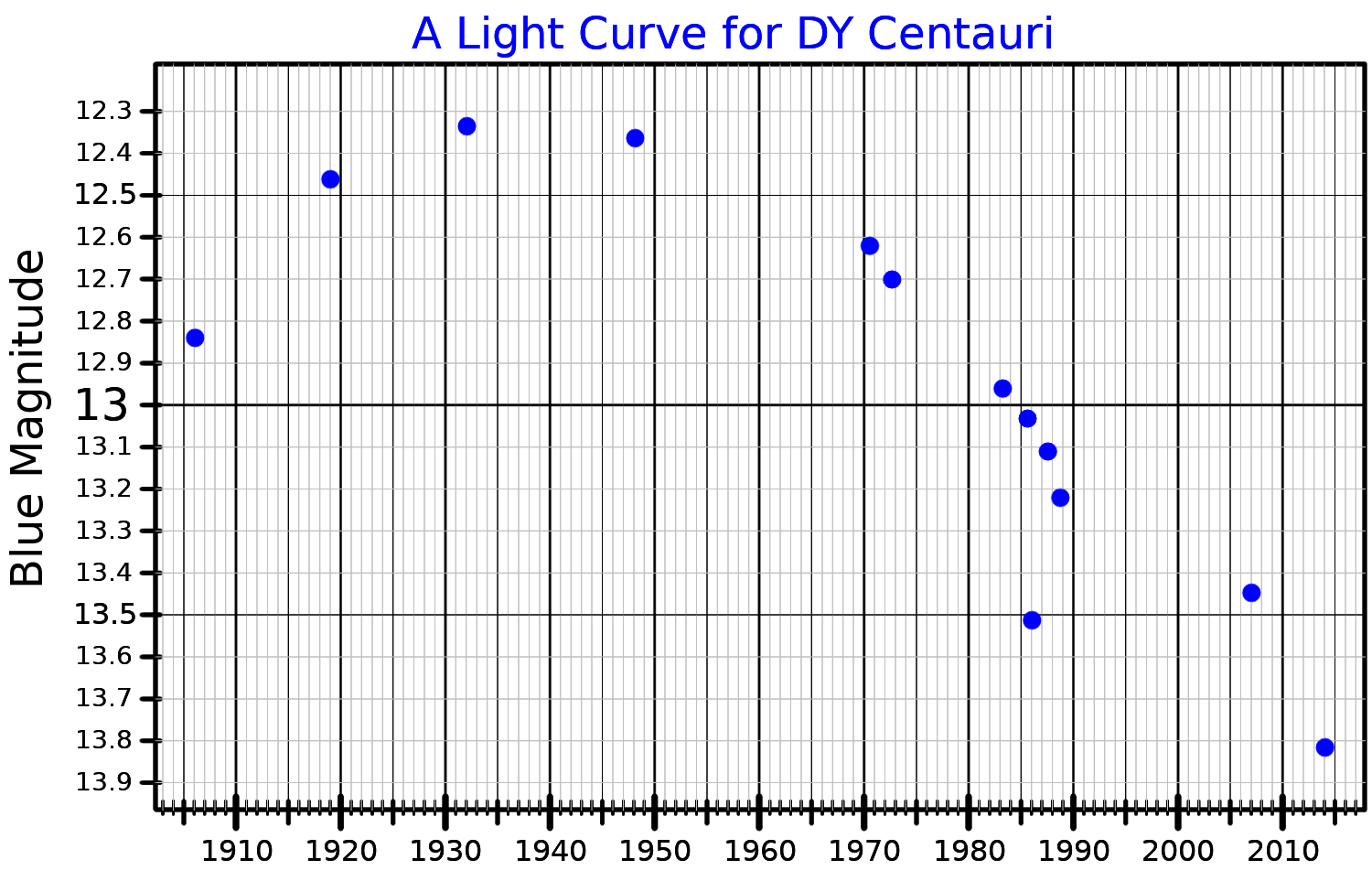
Curva de luz (banda azul) de DY Centauri, mostrando a evolução do brilho da estrela nos últimos cem anos

## Nebulosa
O espectro de DY Centauri possui linhas proibidas que indicam a presença de uma nebulosa de baixa densidade em expansão ao redor da estrela, formada por gás ionizado pela radiação ultravioleta da fotosfera quente da estrela. A nebulosa tem uma dimensão estimada de 1,2 segundos de arco e, a partir de sua velocidade de expansão, foi provavelmente criada há cerca de mil anos. A evolução da estrela está provocando mudanças na nebulosa também, com um aumento drástico no nível de ionização da nebulosa conforme a temperatura da estrela aumenta. Nas próximas décadas, se a temperatura da estrela passar de 30 000 K, o fluxo ultravioleta adicional pode gerar uma nebulosa planetária bem definida.

## Possível estrela companheira
Um estudo de 2012 notou variações periódicas na velocidade radial de DY Centauri, concluindo que a estrela é uma binária espectroscópica de linha única. A órbita calculada tinha uma excentricidade moderada de 0,44 e um período de apenas 39,67 dias, correspondendo a uma massa mínima de 0,2 M☉ para a estrela companheira. A identificação de DY Centauri como uma binária próxima era inconsistente com a evolução rápida da estrela e com sua possível origem como a fusão de duas anãs brancas, aumentando as incertezas sobre a origem do sistema. Um estudo de 2020 pelos mesmos autores não encontrou evidências da estrela companheira em novas observações da estrela, concluindo que as variações de velocidade radial são causadas por pulsações.